# Loyola
Loyola (in basco Loiola) è un'antica città spagnola, il cui territorio appartiene oggi al comune di Azpeitia, provincia di Gipuzkoa, Paesi Baschi.
La città vanta come suo più illustre cittadino Sant'Ignazio di Loyola, fondatore della Compagnia di Gesù, che vi nacque nel 1491.

## Origini del nome
Rimangono ancora oggi molti dubbi sull'etimologia del termine. L'ipotesi più accreditata pare sia quella che rimanda al simbolo di un lupo e di una pentola (lobo y olla) sullo stipite della porta eretta a fortificazione, che per troncamento sarebbe poi diventato Loyola.
| Controllo di autorità | VIAF (EN) 245810861 · BNF (FR) cb169265223 (data) |